# Казе Гарбуо-Пиколо (Тревизо)
Казе Гарбуо-Пиколо је насеље у Италији у округу Тревизо, региону Венето.
Према процени из 2011. у насељу је живело 74 становника. Насеље се налази на надморској висини од 50 м.